# استن‌بری (میزوری)
استن‌بری (به انگلیسی: Stanberry) یک شهر در ایالات متحده آمریکا است که در شهرستان جنتری، میزوری واقع شده‌است. استن‌بری ۳٫۶۳ کیلومتر مربع مساحت و ۱٬۱۸۵ نفر جمعیت دارد و ۲۹۱ متر بالاتر از سطح دریا واقع شده‌است.